# Championnat des Amériques masculin de basket-ball des moins de 18 ans 2012
Navigation
États-Unis 2010 États-Unis 2014
Le championnat des Amériques masculin de basket-ball des moins de 18 ans 2012 se déroule à São Sebastião do Paraíso au Brésil du 16 au 20 juin 2012. Il s'agit de la huitième édition de la compétition, instaurée en 1990.

## Équipes participantes

### Qualifications
8 équipes, issues des différentes zones de qualification du Championnat des Amériques U18, sont qualifiées pour cette compétition.
| Mode de qualification                                                                  | Places | Nations qualifiées                             |
| -------------------------------------------------------------------------------------- | ------ | ---------------------------------------------- |
| Hôte du championnat des Amériques U18 2012                                             | 1      | Brésil                                         |
| Qualifications Championnat des Amériques U18 2012 (Zone Amérique du Nord)              | 2      | Canada États-Unis                              |
| Qualifications Championnat des Amériques U18 2012 (Zone Amérique centrale et Caraïbes) | 3      | Îles Vierges des États-Unis Mexique Porto Rico |
| Qualifications Championnat des Amériques U18 2012 (Zone Amérique du Sud)               | 2      | Argentine Colombie                             |

## Rencontres

### Premier tour
Légende des classements
- Qualifié pour les demi-finales
- Qualifié pour les matches de classement

#### Groupe A
| Rang | Équipe                      | Pts | J | G | P | Pp  | Pc  | Diff |  | Résultats (dom.\ext.)       |   |       |        |        |
| ---- | --------------------------- | --- | - | - | - | --- | --- | ---- |  | --------------------------- | - | ----- | ------ | ------ |
| 1    | États-Unis                  | 6   | 3 | 3 | 0 | 298 | 165 | 133  |  | États-Unis                  |   | 83-64 | 105-42 | 110-59 |
| 2    | Brésil                      | 5   | 3 | 2 | 1 | 227 | 217 | 10   |  | Brésil                      | - |       | 84-65  | 79-69  |
| 3    | Îles Vierges des États-Unis | 4   | 3 | 1 | 2 | 188 | 268 | -80  |  | Îles Vierges des États-Unis | - | -     |        | 81-79  |
| 4    | Mexique                     | 3   | 3 | 0 | 3 | 207 | 270 | -63  |  | Mexique                     | - | -     | -      |        |

#### Groupe B
| Rang | Équipe     | Pts | J | G | P | Pp  | Pc  | Diff |  | Résultats (dom.\ext.) |   |       |       |       |
| ---- | ---------- | --- | - | - | - | --- | --- | ---- |  | --------------------- | - | ----- | ----- | ----- |
| 1    | Canada     | 6   | 3 | 3 | 0 | 250 | 186 | 64   |  | Canada                |   | 75-68 | 98-67 | 77-51 |
| 2    | Argentine  | 5   | 3 | 2 | 1 | 224 | 185 | 39   |  | Argentine             | - |       | 80-45 | 76-65 |
| 3    | Colombie   | 4   | 3 | 1 | 2 | 184 | 243 | -59  |  | Colombie              | - | -     |       | 72-65 |
| 4    | Porto Rico | 3   | 3 | 0 | 3 | 181 | 225 | -44  |  | Porto Rico            | - | -     | -     |       |

### Tableau final
|  | Demi-finales | Demi-finales | Demi-finales | Demi-finales |                               |            | Finale       | Finale       | Finale       | Finale       |
|  |              |              |              |              |                               |            |              |              |              |              |
|  | 19 juin 2012 | 19 juin 2012 | 19 juin 2012 | 19 juin 2012 |                               |            | 20 juin 2012 | 20 juin 2012 | 20 juin 2012 | 20 juin 2012 |
|  | A1           | États-Unis   | 107          | 107          |                               |            | 20 juin 2012 | 20 juin 2012 | 20 juin 2012 | 20 juin 2012 |
|  | A1           | États-Unis   | 107          | 107          |                               |            | 20 juin 2012 | 20 juin 2012 | 20 juin 2012 | 20 juin 2012 |
|  | B2           | Argentine    | 72           | 72           |                               |            | 20 juin 2012 | 20 juin 2012 | 20 juin 2012 | 20 juin 2012 |
|  | B2           | Argentine    | 72           | 72           | États-Unis                    | États-Unis | 81           | 81           |              |              |
|  | 19 juin 2012 |              |              |              | États-Unis                    | États-Unis | 81           | 81           |              |              |
|  |              |              | Brésil       | Brésil       | 56                            | 56         |              |              |              |              |
|  | B1           | Canada       | Brésil       | Brésil       | 56                            | 56         | 62           | 62           |              |              |
|  | B1           | Canada       |              |              |                               |            |              | 62           |              |              |
|  | A2           | Brésil       | 66           | 66           |                               |            |              |              |              |              |
|  | A2           | Brésil       | 66           | 66           | Match pour la troisième place |            |              |              |              |              |
|  |              |              |              |              |                               |            |              |              |              |              |
|  | 20 juin 2012 |              |              |              |                               |            |              |              |              |              |
|  | Argentine    | Argentine    | 66           | 66           |                               |            |              |              |              |              |
|  | Argentine    | Argentine    | 66           | 66           |                               |            |              |              |              |              |
|  | Canada       | Canada       | 68           | 68           |                               |            |              |              |              |              |
|  | Canada       | Canada       | 68           | 68           |                               |            |              |              |              |              |

### Matches de classement

#### Matches pour la5eplace
|  | Tour de classement 5e - 8e  | Tour de classement 5e - 8e  | Tour de classement 5e - 8e | Tour de classement 5e - 8e |                        |            | Match pour la 5e place | Match pour la 5e place | Match pour la 5e place | Match pour la 5e place |
|  |                             |                             |                            |                            |                        |            |                        |                        |                        |                        |
|  | 19 juin 2012                | 19 juin 2012                | 19 juin 2012               | 19 juin 2012               |                        |            | 20 juin 2012           | 20 juin 2012           | 20 juin 2012           | 20 juin 2012           |
|  | Îles Vierges des États-Unis | Îles Vierges des États-Unis | 68                         | 68                         |                        |            | 20 juin 2012           | 20 juin 2012           | 20 juin 2012           | 20 juin 2012           |
|  | Îles Vierges des États-Unis | Îles Vierges des États-Unis | 68                         | 68                         |                        |            | 20 juin 2012           | 20 juin 2012           | 20 juin 2012           | 20 juin 2012           |
|  | Porto Rico                  | Porto Rico                  | 71                         | 71                         |                        |            | 20 juin 2012           | 20 juin 2012           | 20 juin 2012           | 20 juin 2012           |
|  | Porto Rico                  | Porto Rico                  | 71                         | 71                         | Porto Rico             | Porto Rico | 73                     | 73                     |                        |                        |
|  | 19 juin 2012                |                             |                            |                            | Porto Rico             | Porto Rico | 73                     | 73                     |                        |                        |
|  |                             |                             | Mexique                    | Mexique                    | 75                     | 75         |                        |                        |                        |                        |
|  | Colombie                    | Colombie                    | Mexique                    | Mexique                    | 75                     | 75         | 82                     | 82                     |                        |                        |
|  | Colombie                    | Colombie                    |                            |                            |                        |            |                        | 82                     |                        |                        |
|  | Mexique                     | Mexique                     | 85                         | 85                         |                        |            |                        |                        |                        |                        |
|  | Mexique                     | Mexique                     | 85                         | 85                         | Match pour la 7e place |            |                        |                        |                        |                        |
|  |                             |                             |                            |                            |                        |            |                        |                        |                        |                        |
|  | 20 juin 2012                |                             |                            |                            |                        |            |                        |                        |                        |                        |
|  | Îles Vierges des États-Unis | Îles Vierges des États-Unis | 77                         | 77                         |                        |            |                        |                        |                        |                        |
|  | Îles Vierges des États-Unis | Îles Vierges des États-Unis | 77                         | 77                         |                        |            |                        |                        |                        |                        |
|  | Colombie                    | Colombie                    | 52                         | 52                         |                        |            |                        |                        |                        |                        |
|  | Colombie                    | Colombie                    | 52                         | 52                         |                        |            |                        |                        |                        |                        |

## Classement final
| Place                        | Équipe                      | Vict.-Déf. |
| ---------------------------- | --------------------------- | ---------- |
| Médaille d'or, Amérique      | États-Unis                  | 5 - 0      |
| Médaille d'argent, Amérique  | Brésil                      | 3 - 2      |
| Médaille de bronze, Amérique | Canada                      | 4 - 1      |
| 4                            | Argentine                   | 2 - 3      |
| 5                            | Mexique                     | 3 - 2      |
| 6                            | Porto Rico                  | 1 - 4      |
| 7                            | Îles Vierges des États-Unis | 2 - 3      |
| 8                            | Colombie                    | 1 - 4      |

- Qualification pour la Coupe du Monde U19 2013

## Leaders statistiques

### Points
| Place | Nom                  | Équipe                      | PPM  |
| ----- | -------------------- | --------------------------- | ---- |
| 1     | Khallid Hart         | Îles Vierges des États-Unis | 23,4 |
| 2     | José Estrada         | Mexique                     | 22,2 |
| 3     | Tonny Trocha-Morelos | Colombie                    | 16,0 |
| 4     | Gabriel Deck         | Argentine                   | 15,8 |
| 5     | Lucas Dias           | Brésil                      | 15,6 |

### Rebonds
| Place | Nom                  | Équipe   | RPM  |
| ----- | -------------------- | -------- | ---- |
| 1     | Trey Lyles           | Canada   | 13,8 |
| 2     | Tonny Trocha-Morelos | Colombie | 10,2 |
| 3     | Lucas Dias           | Brésil   | 8,4  |
| 4     | Kevin Lagunas        | Mexique  | 8,2  |
| 5     | Andrew Wiggins       | Canada   | 7,6  |

### Passes décisives
| Place | Nom           | Équipe                      | PDPM |
| ----- | ------------- | --------------------------- | ---- |
| 1     | Angel Rivera  | Îles Vierges des États-Unis | 6,4  |
| 2     | Gastón Whelan | Argentine                   | 4,2  |
| 3     | Allen Baez    | Porto Rico                  | 4,0  |
| 3     | Marcus Smart  | États-Unis                  | 4,0  |
| 5     | Pedro Barral  | Argentine                   | 3,6  |
| 5     | Tyler Ennis   | Canada                      | 3,6  |

### Contres
| Place | Nom                  | Équipe                      | CPM |
| ----- | -------------------- | --------------------------- | --- |
| 1     | Tonny Trocha-Morelos | Colombie                    | 3,4 |
| 2     | Matheus Pereira      | Brésil                      | 1,6 |
| 3     | Alex Bazil           | Îles Vierges des États-Unis | 1,4 |
| 3     | Lucas Dias           | Brésil                      | 1,4 |
| 5     | Jerome Sepulveda     | Porto Rico                  | 1,2 |
| 5     | Andrew Wiggins       | Canada                      | 1,2 |

### Interceptions
| Place | Nom               | Équipe                      | IPM |
| ----- | ----------------- | --------------------------- | --- |
| 1     | Marcus Smart      | États-Unis                  | 3,6 |
| 2     | Gastón Whelan     | Argentine                   | 2,4 |
| 3     | Alvah Phillip Jr. | Îles Vierges des États-Unis | 2,2 |
| 4     | Arthur Pecos      | Brésil                      | 2,0 |
| 4     | Khallid Hart      | Îles Vierges des États-Unis | 2,0 |
| 4     | Angel Rivera      | Îles Vierges des États-Unis | 2,0 |

## Récompenses
MVP de la compétition (meilleur joueur) Julius Randle
Meilleur cinq de la compétition
- Marcus Smart
- José Estrada
- Khallid Hart
- Julius Randle
- Lucas Dias